# Волліс Сімпсон
Бессі Волліс Сімпсон (англ. Bessie Wallis Simpson, до шлюбу Ворфільд, Warfield; 19 червня 1896, Пенсільванія, США — 24 квітня 1986, Париж, Франція) — американська аристократка, колекціонерка, світська особа та меценатка. З 1937 року герцогиня Віндзорська (в шлюбі з Едуардом VIII). Для одруження з розлученою Волліс Сімпсон король зрікся престолу в грудні 1936 року.

## Біографія
Батько — Тікл Волліс Ворфільд — був сином успішного американського бізнесмена і власника майже всієї банківської системи Балтімора, Генрі МакТір Ворфільда. Помер від туберкульозу, коли Волліс було 5 місяців.
У 1916 році Волліс одружилася з морським льотчиком Вінфільдом Спенсером, який виявився алкоголіком та садистом, і в 1921 році розлучилася з ним; але пізніше в Китаї вони зійшлися знову. Скоро він знову запив, і в 1927 році вони розійшлися остаточно.
Познайомилася з розлученим бізнесменом Ернестом Сімпсоном, одружилася в 1928 році і перебралися до Лондона, де подружилася з Тельмою Ферніс, коханкою принца Уельського Едуарда. 10 січня 1931 року Ферніс запросила Сімпсонів у свій заміський будинок у Мелтон Маубрей, де вони познайомилися з престолонаслідником. У 1934 році між Волліс Сімпсон і принцом Уельським почався роман.
20 січня 1936 помер король Георг V. Принц Уельський став Едуардом VIII. Незадовго до цього в зарубіжній пресі з'явилася інформація про зв'язок принца Уельського і Волліс Сімпсон. Уряд інструктував британську пресу не висвітлювати їх зв'язок. Прем'єр-міністр Стенлі Болдвін рекомендував Едуарду VIII розглянути конституційні проблеми, які можуть виникнути у разі його одруження з розлученою жінкою. Незважаючи на те, що Едуард VIII отримав політичну підтримку від Вінстона Черчиля і лорда Вільяма Бівербрука, він усвідомлював, що його рішення одружитися з Волліс Сімпсон було б непопулярним у британському суспільстві. Архієпископ Кентерберійський Космо Ленг також був рішуче проти цього зв'язку короля Едуарда VIII. Уряд також враховував, що Волліс Сімпсон мала зв'язок і з іншими чоловіками, в тому числі з одруженим автодилером Гаєм Трандлом і Едвардом Фітцжеральдом, герцогом Лейнстерским. ФБР вважало, що Волліс Сімпсон мала зв'язок з Йоахімом фон Ріббентропом, німецьким послом у Британії і що вона передавала до нацистської Німеччини секретну інформацію, здобуту в короля Едуарда VIII. 10 грудня 1936 король Едуард VIII підписав зречення від престолу за себе і своїх нащадків. Наступного дня він виступив з радіозверненням до нації, де сказав, що відрікся від престолу, оскільки вважає неможливим виконувати обов'язки короля без допомоги і підтримки жінки, яку він любить. Звістка про зречення стала світовою сенсацією, Волліс Сімпсон стала «Людиною року» за версією журналу «Тайм».
Едуард VIII виїхав до Австрії, де зупинився у друзів, доки Волліс Сімпсон не отримала розлучення з колишнім чоловіком. 3 червня 1937 року пара одружилася в Шато-де-Канде (Château de Candé) у Франції. Новий король, молодший брат Едуарда Георг VI, дав йому титул герцога Віндзорського. Однак під тиском британського уряду, король відмовив у додаванні приставки «королівська високість» до титулу новоспеченої герцогині.
Протягом наступних двох років пара часто подорожувала Європою, відвідавши й нацистську Німеччину, де вони познайомилися з Адольфом Гітлером. Коли Франція була окупована німецькими військами в 1940 році, Едуард VIII і його дружина перебралися в Іспанію. У липні 1940 року вони переїхали до Португалії. Пізніше ФБР отримало відомості про те, що нацисти використовували герцога і герцогиню Віндзорських для того, щоб отримати секретну інформацію про союзників. 13 вересня 1940 року співробітник ФБР послав Едгару Гуверу донесення, в якому говорилося, що «агент точно встановив, що герцогиня Віндзорська недавно зв'язалася з Йоахімом фон Ріббентропом і підтримує постійний контакт і зв'язок з ним. Через своє високе офіційне положення герцогиня одержує різну інформацію, яку передає Німеччині, щодо дій британських і французьких офіційних осіб».
Британський уряд також дізнався, що Адольф Гітлер планує зробити Едуарда VIII маріонетковим королем Сполученого Королівства у випадку, якщо Німеччина виграє Другу світову війну. Коли ці відомості дійшли до прем'єр-міністра Великої Британії Вінстона Черчиля, він змусив герцога Віндзорського покинути Європу і стати губернатором Багамських островів.
Після війни герцог і герцогиня Віндзор проживали у Франції. З'являлася інформація про те, що герцогиня має безладні зв'язки з чоловіками і в неї були романи з Джиммі Донаг'ю, онуком мультимільйонера, і власником магазинів A. В. Вулворта.
У 1956 році Волліс Сімпсон опублікувала автобіографію «Серцю не накажеш». Після смерті герцога Віндзорського 28 травня 1972 в Парижі залишилася у Франції.
Герцогиня Віндзорська померла 24 квітня 1986 і була похована поруч з Едуардом VIII у королівській усипальниці у Віндзорі.